# ليندة حمري
ليندة حمري (مولودة يوم 8 فيفري 1989) هي رياضية بارالمبيّة جزائرية تُعاني من نقص حاد للبصر. مشاركةً عادةً في تصنيفات T12 لمسابقات العدو السريع والقفز الطويل .
حمري مثَّلت الجزائر في اثنين من الصيوف البارالمبية، ومنه فائزة بميدالية فضية في القفز الطويل في الألعاب الصيفية البارالمبية لسنة2012 المقيمة في لندن، وبرونزية في نفس الحدث بعد أربع سنين إذ أقيم هذا الأخير في ريو دي جانيرو .
فازت حمري أيضا بميداليتين فضيتين في القفز الطويل وذلك في البطولة العالمية للجنة البارالمبية الدولية التي أقيمت في ليون سنة 2013 وفي الدوحة سنة 2015 .

## حياتها
ولدت حمري في مدينة باب الواد بالجزائر العاصمة سنة 1989 .
ولدت بالفطرة بحالة مرضية للأعين تسمى باعتلال الشبكية , وهي حالة مرضية قابلة للتدهور تصيب حاسة الرؤيا لديها. تنتمي حمري إلى عائلة كبيرة متكونة من ست أخوات، إذ واحدة منهن مصابة بنفس الحالة.

## مسيرتها الرياضية
تم وصف حمري في صغر سنها بالمسترجلة من قبل أمها، كانت تستمتع بلعب كرة القدم مع الأطفال الآخرون في حيِّها.
بعدما انتقلت عائلة «تجار» إلى نفس حي ليندة حمري، ابنتهم المدربة الرياضية قد لاحظت إمكانيات حمري.
وقد وقعت ليندة في حب الرياضة بعد تدريبها الأول، حيث أمضت سنواتها التالية في التنقل لأندية مختلفة، لكن مع الأسف قد لوحظ في وقت آخر أن نظرها قد بدأ بالتدهور وتم التأكيد على مرضها من قبل الطبيب.
بسبب فشل بصرها، صُنِّفت حمري ضمن رياضيي T13 سنة 2007 ومثّلت الجزائر في أوّل مسابقة رئيسية دولية الألعاب الإفريقية لسنة 2007 , كما فازت في ذلك الحدث بميدالية برونزية في القفز الطويل.
كانت قمة مسيرتها في الألعاب الصيفية البارالمبية سنة 2012 في لندن، إذ تأهلت في كلى سباق ال100متر والقفز الطويل.
تحصلت البطلة على ثمرة مجهوداتها في القفز الطويل، حيث حققت نتيجة 5.31متر و بذلك فازت بالميدالية الفضية .
المزيد من النجاحات تتبَّعتها، إذ شاركت و حقّقت فوز كبير في بطوليتين متتاليتين من ألعاب القوى العالمية للجنة البارالمبية الدولية، ليون سنة 2013 و الدوحة سنة 2015 , حيث أنها الآن مصنفة كرياضية صنف ت12 بسبب تدهور حالتها.
فازت بفضيتين في القفز الطويل في العاب البارالمبية الصيفية ريو دي جانيرو سنة 2016 , حمري مرة أخرى شاركت في العدو السريع ل100متر و القفز الطويل.
وفي تأهيلات سباق ال100متر السريع، تم تلقيب البطلة كأسرع عدّاءة، ولكن قد فشلت بعدها للتّأهل إلى نصف النهائيات.
نجاحها وهي في لندن جاء من خلال القفز الطويل أين حصلت على الميدالية البرونزية بنتيجة 5.53متر.

## وصلات خارجية
- ليندة حمري على موقع Paralympic.org (الإنجليزية)
- ليندة حمري على موقع IPC.InfostradaSports.com (مؤرشف) (الإنجليزية)

1. 1 2   https://olympics.com/tokyo-2020/paralympic-games/en/results/athletics/athlete-profile-n1362673-hamri-lynda.htm. {{استشهاد ويب}}: |url= بحاجة لعنوان (مساعدة) والوسيط |title= غير موجود أو فارغ (من ويكي بيانات) (مساعدة)